# Sri Katon (Buay Madang Timur)
Sri Katon is een bestuurslaag in het regentschap Ogan Komering Ulu van de provincie Zuid-Sumatra, Indonesië. Sri Katon telt 6136 inwoners (volkstelling 2010).